# Linea Caesar

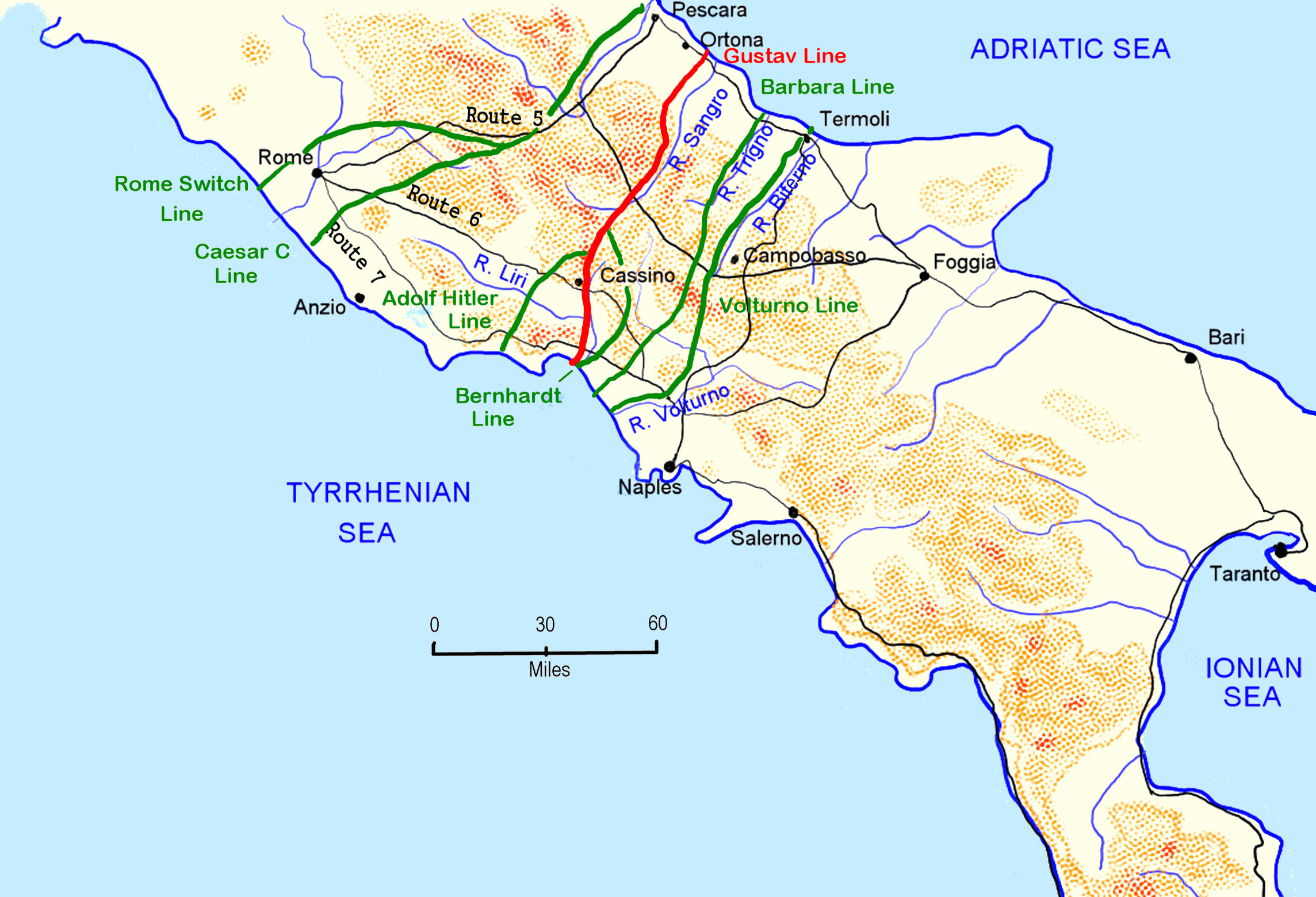
Linee difensive tedesche durante la seconda guerra mondiale

La Linea Caesar fu l'ultima linea fortificata difensiva costruita dall'esercito tedesco a protezione di Roma durante la campagna d'Italia della seconda guerra mondiale.
Si estendeva dalla costa tirrenica, nei pressi di Ostia, fino ad arrivare sulla costa adriatica nei pressi di Pescara.

## Storia
Il 25 maggio il VI Corpo d'armata d'America fu aiutato dal II corpo per sostenere le battaglie che da lì a poco si sarebbero svolte, mentre Kesselring autorizzava la ritirata della 10ª armata tedesca sulla Linea Caesar a nord di Anzio. 
Nel 28, 29 e 30 maggio 1944 la Linea Caesar fu luogo di numerosi scontri, i tedeschi tentarono di fermare, invano (poiché ci riuscirono solo per pochi giorni), l'avanzata degli alleati, schierando il Battaglione SS italiano Debica (dal nome del luogo polacco in cui si era formato) sulla costa tra Roma e Civitavecchia a Santa Marinella-Palo-Fiumicino, con il Barbarigo comandato dall'SS-Standertenfuehrer Karl Diebitsch. La divisione 715a tedesca venne abbattuta e la 36ª Infantry Division Texas avanzava verso Monte Artemisio. Nella notte del 30 maggio la Linea Caesar, presidiata dalla XIV armata tedesca, fu sfondata dalla 5ª armata statunitense (precisamente dalla 36ª divisione USA), così il 31, dopo lo sfondamento di Anzio e la conquista di Velletri, le forze alleate avanzarono mettendo in atto la liberazione di Roma. 
Le truppe tedesche della XIV armata si ritirarono nella successiva linea Albert dove si riorganizzarono in attesa di ritirarsi sulla Linea Gotica.